# Mario Saralegui
Mario Daniel Saralegui Iriarte (Artigas, 1959. április 24. – ) uruguayi válogatott labdarúgó, középpályás és edző.

## Pályafutása

### Klubcsapatban
1977 és 1986 között a Peñarolban játszott, melynek tagjaként öt bajnoki címet (1978, 1979, 1981, 1982, 1985) szerzett és 1982-ben megnyerte a Libertadores-kupát és a Interkontinentális kupát. 1985-ben rövid ideig az Elche játékosa is volt Spanyolországban. 1986 és 1988 között Argentínában játszott. Az 1986–87-es idényben a River Plate, az 1987–88-as szezonban az Estudiantes labdarúgója volt. A River Plate tagjaként 1986-ban megnyerte a Libertadores-kupát és a Interkontinentális kupát. 1988 és 1989 között ismét a Peñarolban szerepelt. 1990-től 1992-ig az ecuadori Barcelona csapatát erősítette. 1992–93-ban visszatért a Peñarolhoz és újabb bajnoki címmel gazdagodott. 1994-ben a Rampla Juniorsban fejezte be a pályafutását.   

### A válogatottban
1979 és 1986 között 29 alkalommal szerepelt az uruguayi válogatottban és 2 gólt szerzett. Szerepelt az 1979-es Copa Américán, valamint tagja volt az 1983-as Copa Américán győztes válogatott keretének, illetve részt vett és az 1986-os világbajnokságon.

## Sikerei

### Játékosként
Peñarol
- Uruguayi bajnok (6): 1978, 1979, 1981, 1982, 1985, 1993
- Copa Libertadores (1): 1982
- Interkontinentális kupa (1): 1982

River Plate
- Copa Libertadores (1): 1986
- Interkontinentális kupa (1): 1986

Uruguay
- Copa América győztes (1): 1983

### Edzőként
Peñarol
- Uruguayi bajnok (1): Clausura 2008